# The Sword Project

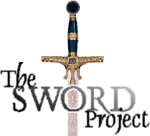
Logo

The Sword Project (kurz meist SP genannt, Eigenschreibweise: The SWORD Project) ist ein Projekt, das von der CrossWire Bibel-Gesellschaft getragen wird und das Ziel hat, eine freie und plattformunabhängige C++-Bibliothek zu entwickeln und Bibeltext und bibelnahe Texte als Plug-in bereitzustellen.

## Funktion
The Sword Project ist kein fertiges Programm, sondern stellt die Basis (eine API, zu Deutsch Programmierschnittstelle, auch Software Framework genannt) für Programme bereit, um diese schnell entwickeln zu können. Die Text-Bibliotheken, die als Plug-ins eingebunden werden können, sind mit Hilfe von XML strukturiert, so dass sie den darauf aufsetzenden Programmen eine definierte Schnittstelle bieten. Das The Sword Project stellt über 200 Texte als Plugins bereit, darunter Bibeln, Bibel-Kommentare, Lexika und Bücher, in 50 Sprachen.

## Verwendung
Die Verwendung des The Sword Project in einem Programm geschieht durch Zugriff auf Bibliotheken, indem Klassen einer Bibliothek instanziert werden, die z. B. eine Bibelübersetzung oder einen Bibel-Kommentar repräsentieren.

## Module
Auf dem SP-Server befinden sich mehrere Module, darunter:
- Bibelübersetzungen in über 50 Sprachen
- Bibelkommentare
- Lexika und Wörterbücher
- Glossare
- Losungstexte und tägliche Bibellesen
- Allgemeine Bücher (Augustinus, Josephus, Martin Luther usw.)
- sowie "fragliches" Material (Material, das entweder noch nicht überprüft wurde oder eher unübliches Material)

Diese können nach Belieben in die eigene Sword-Project-Bibliothek geladen und von Bibelstudienprogrammen genutzt werden. Es besteht auch die Möglichkeit, sich die Sword-Project-CD vom FTP-Server des SP zu laden. Auf ihr befinden sich alle aktuellen Module und Bibelprogramme.

## Programmiersprachen
The Sword Project wurde zu 52 % in C++, 23 % in C, 13 % XML und zu 12 % in anderen Programmiersprachen geschrieben und besteht aus knapp 100.000 Programmzeilen.

## Implementierungen von Sword

### Eloquent
Eloquent ist ein kostenloses Open-Source-Programm für Forschung und Bibelstudium. Es wurde speziell für Macintosh-Computer unter macOS entwickelt. Eloquent bietet eine Suchfunktion und unterstützt weitere Extras wie z. B. das Dienste-Menü von macOS, um von jedem Programm aus komfortabel auf Bibeltexte zugreifen zu können.

### The SWORD Project für Windows
SP für Windows ist eine Portierung von SP für alle Windowsplattformen. Es hat eine bequeme Suchfunktion und ist sehr übersichtlich.

### BibleTime

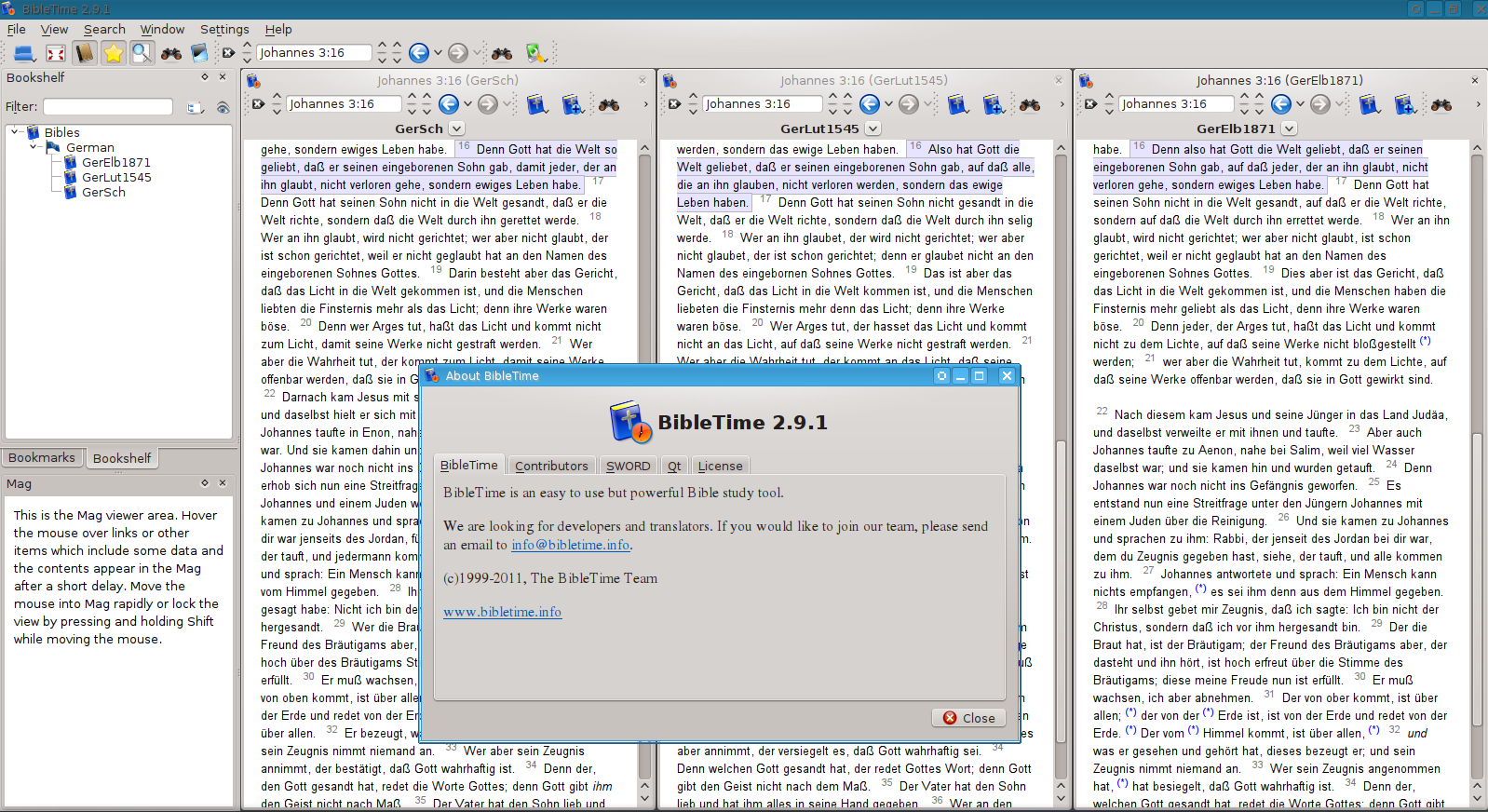
Bibletime 2.9 auf Fedora 16

BibleTime ist ein freies Bibelprogramm für Linux, Windows, FreeBSD und macOS. Es basiert auf KDE. Es ist intuitiv zu bedienen und hat eine sehr gute Suchfunktion mit grafischer Statistik.

### Xiphos
Xiphos (früher GnomeSword) ist eine GTK-basierende Bibelstudien-Anwendung für Unix, Linux und Windows.

### Bible Desktop
Bible Desktop basiert auf JSWORD, eine Java-Portierung der Sword-API. Es ist daher ein plattformunabhängiges Bibelstudien-Programm.

### QPSword
QPSword ist eine SP-Portierung für PDA.

### BibleMemorizer

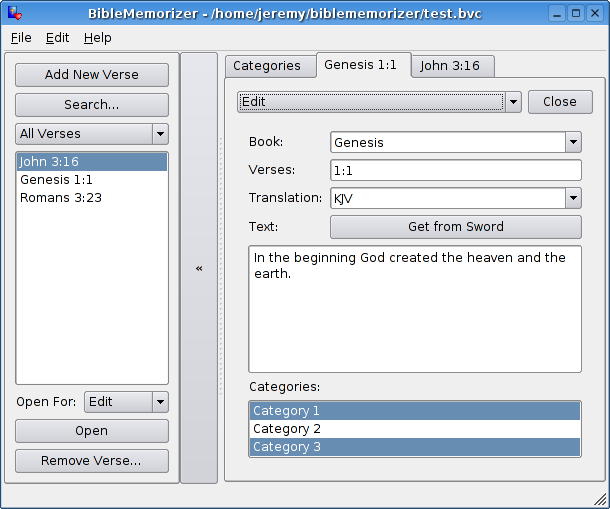
BibleMemorizer

Ein kleines freies GPL-Programm, das mit Qt implementiert wurde, und dem Benutzer helfen soll, Bibelstellen zusammenzustellen und als Quiz zu benutzen, um sie sich leichter einzuprägen. Sword wird dabei verwendet, um bequem die Bibelverse zu importieren, um sie nicht mühsam selber abzuschreiben.

### And Bible
Ein Bibelprogramm für Android unter der GNU Lesser GPL. Es verwendet die JSword-Engine von CrossWire.

### Ezra Bible App
Ezra Bible App ist eine auf Electron basierende Bibelstudien-Anwendung für Linux, macOS, Windows und Android.
Der Fokus von Ezra Bible App ist das Erstellen von Verslisten auf Basis von Tags.